# Saloca gorapaniensis
Saloca gorapaniensis är en spindelart som beskrevs av Jörg Wunderlich 1983. Saloca gorapaniensis ingår i släktet Saloca och familjen täckvävarspindlar.
Artens utbredningsområde är Nepal. Inga underarter finns listade i Catalogue of Life.